# 佛罗伦萨五月音乐节
佛罗伦斯五月音乐节（義大利語：Maggio Musicale Fiorentino）始于1933年，每年在意大利托斯卡纳大区佛罗伦斯举行。如今的音乐节通常从四月底开始，到六月初结束。音乐节期间会举行音乐会、歌剧演出、芭蕾舞演出等，一般有四部歌剧上演。